# Məşrif
Məşrif è un comune dell'Azerbaigian situato nel distretto di Siyəzən.